# Abdirahman bin Isma'il al-Jabarti
Abdirahman bin Isma'il al-Jabarti (in arabo عبدالرحمن بن اسماعيل الجبرتي‎?), noto anche come Darod, Dawud o Da'ud (fl. X secolo) fu un uomo yemenita che visse nel nord del Corno d'Africa nel X secolo.
Viene considerato il pro-genitore comune del clan Somalo omanita Darod. Secondo i più antichi testi della dottrina islamica, Abdirahman discendeva da Aqeel ibn Abi Talib, un membro del Banu Hashim e cugino di Maometto.
Vista l'implausibilità che una singola persona produca una progenie ti tali dimensioni, altre derivazioni di questa tradizioni orali propongono che Darod fosse semplicemente una notabile nell'insieme dei villaggi Jaberti nel vertice settentrionale del Corno, che visse fra numerosi altri Jaberti proto-somali; questi parteciparono a loro volta alla progenie, ma nel corso del tempo hanno acquisito lo status di una condivisa abtirsi (patrilinearità). Alcuni studiosi hanno usato il telefono senza fili come metafora per spiegare come tali tradizioni orali possano accumulare inesattezze nei secoli.

## Biografia

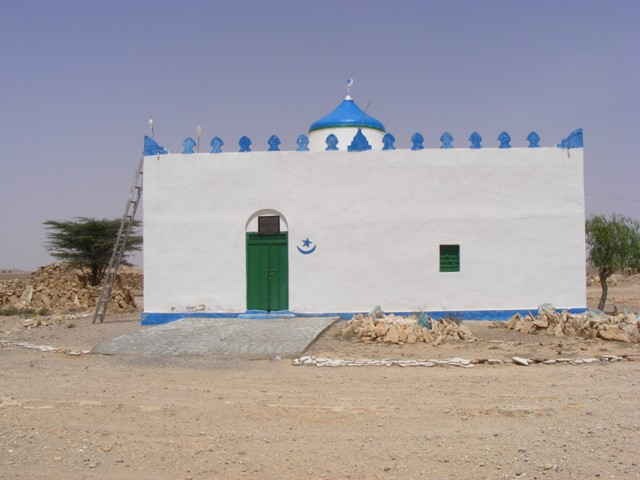
La tomba dello sceicco dei Darod ad Haylaan, un'antica città nella regione somala del Sanaag.

Autori come Ibn Hawqal, Al-Muqaddasi e Ibn Said hanno confermato l'antica presenza di tribù arabe nelle municipalità di Berbera, Zeila, Jabarta e Massawa, nel nord del Corno d'Africa.
Al-Masudi scrisse di specifiche famiglie e tribù arabe che vissero a Jabarta e Zeila nel suo libro del IX secolo Aqeeliyoon. Questo libro fa luce su un individuo, uno sceicco Sufi dell'ordine Qadiriyyah chiamato Isma'il ibn Ibrahim al-Jabarti, che generò molti figli, uno dei quali di nome Abdirahman.
Secondo questi antichi testi islamici e la tradizione somala, Abdirahman bin Isma'il al-Jabarti (Darod) lasciò la sua terra, nella Penisola araba dopo una discussione con suo zio. Si ritiene che, durante il X o XI secolo, si stabilì nel nord della Somalia, giusto al di là del mar Rosso. Si sposò poi con Dobira, la figlia del capo dei Dir, che si dice abbiano dato origine al clan Darod. Quindi viene stabilito un legame matrilineo con il principale tronco di Samaale.

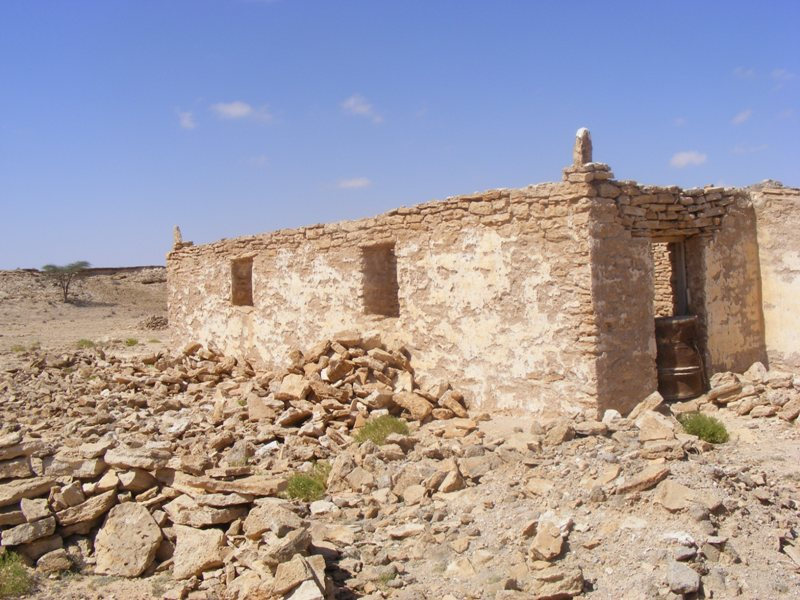
La tomba dello sceicco di Harti a Qa’ableh.

Secondo l'antropologo britannico I.M. Lewis, mentre le tradizioni sulla discendenza di nobili famiglie arabe legate a Maometto sono più probabilmente espressione dell'importanza dell'Islam nella società somala, "c'è una componente forte e storicamente valida in queste leggende, che, nel caso dei Darod, è confermata nell'attuale pratica di un rappresentante dei Dir che officia alle cerimonie di insediamento del capo della famiglia Darod ".
Una simile mitologia esiste anche per il clan Isaaq, discendenti dallo sceicco Ishaq ibn Ahmad al-'Alawi, un altro Banu Hashim che arrivò in Somalia nella stessa epoca. Come con lo sceicco Isaaq, ci sono anche numerose agiografie in arabo che descrivono i viaggi dello sceicco Darod, lavori e soprattutto la vita nel nordovest della Somalia, così come i suoi spostamenti in Arabia prima del suo arrivo. Oltre alle numerose fonti storiche, come l'Aqeeliyoon di Al-Masudi, anche un moderno manaaqib (una collezione di atti gloriosi) stampata alCairo nel 1945 da Sheikh Ahmad bin Hussen bin Mahammad e titolato Manaaqib as-Sheikh Ismaa'iil bin Ibraahiim al-Jabarti narra dello Sheikh Darod e suo padre father Isma'il al-Jabarti; quest'ultimo sarebbe sepolto a Bab Siham, nel distretto di Zabid dello Yemen occidentale.
La stessa tomba dello Sheikh Darod si trova ad Haylaan, nelle montagne Hadaaftimo nel Somaliland nord-occidentale, ed è luogo di frequenti pellegrinaggi. Lo Sheikh Isaaq è sepolto poco lontano, a Maydh; sempre nella zona, a Qa’ableh, è la tomba dello Sheikh Harti, un discendente dello Sheikh Darod e progenitore degli Harti, un sotto-clan dei Darod. Il compleanno (mawlid) dello sceicco dei Darod viene celebrato ogni venerdì con una lettura pubblica del suo manaaqib. Una fonte, non conforme a tutta la letteratura esistente su di lui, collega Abdirahman alla tribù Harla.